# Henryk Schenk
Henryk Józef Schenk (ur. 10 sierpnia 1889 w Stanisławowie, zm. ?) – major piechoty Wojska Polskiego.

## Życiorys
Urodził się 10 sierpnia 1889 w Stanisławowie, jako syn Józefa.
23 października 1920 został zatwierdzony z dniem 1 kwietnia 1920, jako oficer byłej 5 Dywizji Strzelców Polskich w stopniu kapitana, w piechocie, w grupie oficerów byłej armii austriacko-węgierskiej. Pełnił wówczas służbę w Syberyjskiej Brygadzie Piechoty. Od 1 czerwca 1921 jego oddziałem macierzystym był 84 Pułk Piechoty w Pińsku. 3 maja 1922 został zweryfikowany w stopniu kapitana ze starszeństwem z 1 czerwca 1919 i 221. lokatą w korpusie oficerów piechoty. 1 grudnia 1924 został mianowany majorem ze starszeństwem z 15 sierpnia 1924 i 55. lokatą w korpusie oficerów piechoty. W maju 1925 był już na stanowisku dowódcy I batalionu. W sierpniu 1927 został przesunięty na stanowisko kwatermistrza. W kwietniu 1928 został przeniesiony do 52 Pułku Piechoty w Złoczowie na stanowisko dowódcy III baonu. W marcu 1929 został przeniesiony do kadry oficerów piechoty z równoczesnym przeniesieniem służbowym do Powiatowej Komendy Uzupełnień Gniezno na stanowisko pełniącego obowiązki kierownika I referatu administracji rezerw. We wrześniu 1930 został przesunięty na stanowisko komendanta. W marcu 1932 został przeniesiony do Powiatowej Komendy Uzupełnień Kraśnik na stanowisko komendanta. W marcu 1934 został zwolniony z zajmowanego stanowiska i oddany do dyspozycji dowódcy Okręgu Korpusu Nr II, a z dniem 31 października tego roku przeniesiony w stan spoczynku.
W latach 1935–1939 był burmistrzem miasta Skole.

## Ordery i odznaczenia
- Krzyż Niepodległości (9 listopada 1931)[22]
- Krzyż Walecznych[23]